# Gunslinger Girl
Gunslinger Girl (ガンスリンガー·ガール, Gansuringā Gāru) is een mangaserie + bijbehorende mediafranchise, bedacht door Yu Aida. De manga verscheen voor het eerst in november 2002 in het shōnen-tijdschrift Dengeki Daioh.
De serie heeft onder andere als basis gediend voor twee animeseries en een aantal computerspellen voor de PlayStation 2.

## Verhaal
Het verhaal speelt zich af in het hedendaagse Italië, en gaat over meisjes die in hun verleden een slecht leven hebben meegemaakt, maar zijn opgenomen door de geheime dienst waar ze lichamelijke en geestelijke aanpassingen hebben gekregen waardoor ze voor de overheid de kwalijke zaken kunnen oplossen. Deze dienst kent twee takken: Public Safety (公安部, kōan-bu) and Special Ops (作戦部, sakusen-bu). Deze dienen respectievelijk als Contra-spionage en contra-terrorisme organisaties.
Het verhaal draait om Henrietta, een meisje dat in haar jeugd heeft meegemaakt dat haar hele familie werd vermoord, en zij tussen de levenloze lichamen van haar familie is verkracht. Na dit alles wilde ze zelfmoord plegen, maar dit mislukte. Hierdoor belandde ze in het ziekenhuis. Ze werd hier weggehaald door Jose, die zowel een coördinator voor haar werd als een soort van vader. Via hem belandde ze bij de organisatie. In de organisatie ontmoet ze Triela, een meisje dat al enige tijd voor de organisatie werkt. Rico, een meisje dat haar dankbaarheid heeft voor de organisatatie doordat zij haar voor het leven uit het ziekenhuis bed hebben gehaald.

## Media

### Manga
Gunslinger Girl wordt geschreven en getekend door Yu Aida. De manga debuteerde in het november 2002 nummer van Dengeki Daioh. Sinds april 2008 telt de manga 51 hoofdstukken. De manga wordt ook gepubliceerd in pockets door MediaWorks. De eerste hiervan kwam ook uit in november 2002. Er zijn tot dusver negen volumes uitgebracht.
Toen in 2003 ADV Manga werd opgericht, werd Gunslinger Girl een van hun eerste mangaserie die een Engelstalige uitgave kreeg.

### Anime
Gunslinger Girl is tweemaal verwerkt tot een animeserie. Beide series tellen 13 afleveringen.
De eerste werd uitgezonden van 8 oktober 2003 tot 19 februari 2004, en werd uitgezonden door Fuji Television. Deze serie werd geregisseerd door Morio Asaka, en geproduceerd door Madhouse, Bandai Visual, Marvelous Entertainment en Fuji Television. Het verhaal in de serie was gebaseerd op de eerste twee volumes van de manga.
De tweede serie droeg de titel Gunslinger Girl -Il Teatrino-. Deze debuteerde op 7 januari 2008, en werd uitgezonden tot 31 maart 2008. Deze serie werd gemaakt door Artland. Tevens was Yu Aida zelf betrokken bij de productie van deze serie.

### Videospellen
De manga is meerdere malen verwerkt tot computerspellen voor de PlayStation 2. Deze zijn tot dusver enkel in Japan uitgebracht. De spellen doen denken aan een third-person shooter waarin de speler de personages uit de manga bestuurd.